# José Guilherme Baldocchi
José Guilherme Baldocchi (Batatais, 1946. március 14. –) világbajnok brazil válogatott labdarúgó.
A brazil válogatott tagjaként részt vett az 1970-es világbajnokságon.

## Pályafutása

### A válogatottban
1970-ben 1 alkalommal szerepelt a brazil válogatottban. Tagja volt az 1970-es világbajnok csapatnak.

## Sikerei, díjai
Botafogo
- Torneio Rio-São Paulo (2): 1964, 1966

Palmeiras
- Torneio Roberto Gomes Pedrosa  (2): 1967, 1969
- Taça Brasil (1): 1967

Brazília
- Világbajnok (1): 1970